# Bep Thomas
Albert Rudolf „Bep“ Thomas (* 7. Oktober 1938 in Amsterdam) ist ein ehemaliger niederländischer Fußballschiedsrichter.

## Sportlicher Werdegang
Thomas rückte 1979 in den Kreis der Schiedsrichter für die Eredivisie auf, zwei Jahre später wurde er auf die FIFA-Schiedsrichterliste aufgenommen. Sein erstes Länderspiel pfiff er anlässlich eines 3:0-Erfolgs der spanischen Nationalmannschaft gegen Schottland am 24. Februar 1982. Nachdem er in der Qualifikation zur Europameisterschaft 1988 zum Einsatz gekommen war, wurde er auch beim in Deutschland ausgetragenen Endrundenturnier berücksichtigt. Dort pfiff er das Gruppenspiel zwischen Dänemark und Spanien, in dem sich die Iberer mit einem 3:2-Erfolg durchsetzten. Im folgenden Sommer leitete er letztmals Spiele auf nationaler und internationaler Ebene.
Im Wettbewerb um den KNVB-Pokal 1981/82 leitete Thomas das Hinspiel zwischen dem FC Utrecht und AZ Alkmaar. Nachdem zwischenzeitlich nur noch ein Finalspiel ausgetragen wurde, kam er bei der Austragung 1983/84 zwischen Feyenoord Rotterdam und Fortuna Sittard zum Einsatz.